# RGB-Konzept

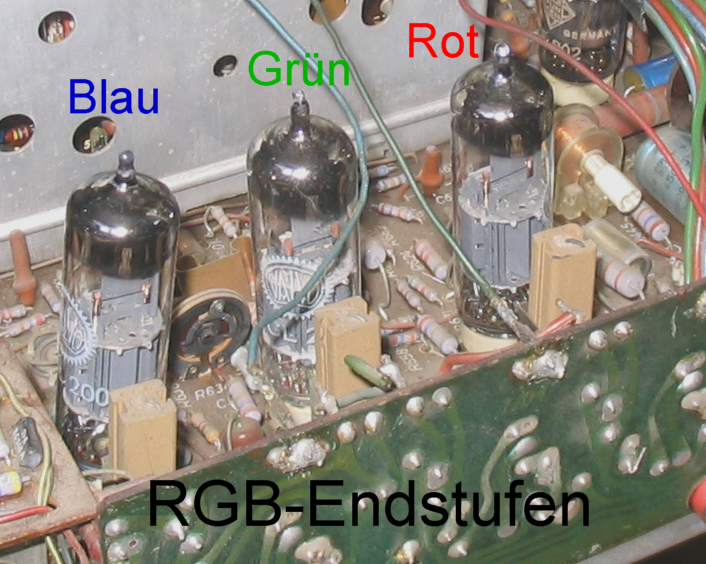
RGB-Endstufen in einem Telefunken PALcromat Röhren-Farbfernseher, ca. 1967

Das RGB-Konzept beschreibt eine Methode der Farbsignalaufbereitung, die seit Mitte der 1960er Jahre in den Geräten von allen drei Farbfernsehsystemen NTSC, PAL und SECAM gebräuchlich wurde.
Dabei werden im Farb- und Videoteil des Fernsehers aus dem Schwarzweiß-Signal (Helligkeitssignal Y) und den Farbdifferenzsignalen die Farbsignale Rot, Grün und Blau erzeugt. Diese werden in den drei getrennten breitbandigen Video-Endstufen für Rot, Grün und Blau verstärkt, um den drei Kathoden der Farbbildröhre zugeführt zu werden. Anders als beim älteren Farbdifferenz-Konzept liegt das Schwarzweiß-Signal nicht mehr direkt an der Farbbildröhre. Am Wehneltzylinder liegt lediglich eine Gleich- oder ggf. Regelspannung an, mit der die Grau- und Weißtonregelung konstant gehalten wird.
Da die Kennlinien der Kathoden einer Farbbildröhre im unteren Bereich etwas geknickt sind, während sie im mittleren und oberen Bereich weitgehend linear ansteigen, ermöglicht das RGB-Konzept eine bessere Wiedergabe von Pastell-Farbtönen in dunklen Bildpartien als das Farbdifferenz-Konzept.